# First Air
Bradley Air Services Limited, que operaba como First Air, fue una aerolínea con sede en Kanata, un suburbio de Ottawa, Ontario, Canadá. Opera servicios a 34 comunidades en Nunavut, Nunavik y los Territorios del Noroeste. Su base principal, que incluye un amplio hangar e instalaciones de carga y mantenimiento, está situado en el Aeropuerto Internacional de Ottawa Macdonald-Cartier, con hubs en el aeropuerto de Iqaluit, en el aeropuerto de Rankin Inlet y el aeropuerto de Yellowknife.
El 1 de noviembre de 2019, la aerolínea consolidó operaciones con Canadian North.